# Carlos Eduardo Carrizo Salvadores
Carlos Eduardo del Valle Carrizo Salvadores (Tucumán, 7 de agosto de 1942) es un militar argentino y veterano de guerra. Formó parte del Regimiento de Infantería Mecanizado 7 «Coronel Conde» que se destacó en la batalla del monte Longdon.
En 2016, la Cámara Nacional de Casación revocó su condena a prisión perpetua por homicidios durante la llamada Masacre de Capilla del Rosario y lo absolvió de todos los cargos.

## Masacre de Capilla del Rosario
Entre el 10 y el 12 de agosto de 1974 Carrizo Salvadores tenía 26 años  y era capitán . Estuvo implicado en la Masacre de Capilla del Rosario, cuando se desempeñaba  en el Regimiento de Infantería Aerotransportado 17.  Elementos de la Compañía Ramón Rosa Jiménez del ERP se desplazaron desde el monte tucumano hasta Catamarca a los efectos de atacar por sorpresa el regimiento 17. El ómnibus que usaban  fue  interceptado por la policía provincial y el  combate se. precipitó. Parte del grupo guerrillero logró escapar hacia el monte. Otra fue detenida en las inmediaciones del combate  y un tercer grupo  intentó resistir en el paraje Capilla del Rosario pero fue rodeado por 300 efectivos del Ejército. Unos 16 guerrilleros   fueron capturados luego de un enfrentamiento. Según los autores de Detenidos - Aparecidos. Presas y presos políticos desde Trelew a la dictadura, los guerrilleros lucharon hasta quedarse sin municiones, en ese momento se rindieron, pero fueron golpeados por los soldados y posteriormente fusilados. Carrizo Salvadores estaba frente al grupo militar que protagonizó la masacre de los prisioneros.  Los combatientes del ERP, rendidos y desarmados, fueron fusilados por orden del segundo comandante y jefe del Estado Mayor del Cuerpo de Ejército III, general de brigada José Antonio Vaquero, alegando no cumplir con los tratados de Ginebra por ir disfrazados vistiendo el uniforme del Ejército.
El caso fue caratulado como delito de lesa humanidad por la Cámara Federal de Tucumán y tras ser imputado como partícipe secundario de homicidio simple en la causa de la Masacre de Capilla del Rosario. El 8 de octubre de 2013  el militar y dos de sus colegas  involucrados en el hecho fueron encontrados culpables, acusados de los cargos de homicidio calificado agravado por alevosía en 14 hechos y condenados a cadena perpetua. Los condenados cumplieron 5 años de prisión. El militar estuvo preso en el Servicio Penitenciario de Miraflores en Catamarca.  Según los testimonios brindados en el juicio, Carrizo Salvadores fue quien dio la orden del operativo porque “los guerrilleros eran unos delincuentes que había que matarlos a todos, y si era posible traerlos en la punta del sable bayoneta y dejarlos ahí”.
Tres años después de la condena la Cámara Federal de Casación Penal  anuló el fallo  y absolvió en 2016 de culpa y cargo considerando que el hecho fue un mero «exceso» en la manera de reprimir a las organizaciones armadas, que no había sido un crimen de lesa humanidad porque sucedió durante el gobierno constitucional de María Estela Martínez de Perón, antes de que comenzara la dictadura cívico-militar (1976-1983). Dicha absolución fue apelada ante la Corte Suprema, y el procurador fiscal ante la Corte Suprema de Justicia solicitó la anulación de las absoluciones. La Corte aún no se pronunció con lo cual la cuestión no está cerrada. 

## Guerra de las Malvinas
Durante la guerra de Malvinas, el  entonces mayor Carrizo Salvadores estuvo destacado en la Compañía B del Regimiento de Infantería Mecanizado 7 «Coronel Conde», en monte Longdon, donde recibió el mando de tres secciones de tiradores y una de morteros. Según la escritora Julia Solanas Pacheco en su libro Malvinas ¿Y ahora qué? (pág. 32, Plus Ultra, 1996): «Pasó días cavando con su unidad, conociendo a sus secciones y preparando a todos para el tipo de guerra que vendría. Eso mejoraba su relación con la tropa, que admiraba el ejemplo dado por el mayor», pero varios de sus soldados lo consideraban un represor.
Mientras estaba en Malvinas, Carrizo Salvadores perdió a su padre en Catamarca; guardó para sí este hecho y permaneció en su puesto hasta el fin de los combates en monte Longdon.
El 11 de junio de 1982, el Batallón Paracaidista 3 (3 PARA) al mando del teniente coronel Hew Pike  del ejército británico se infiltró por las rocas del río Murrell, desde donde los argentinos suponían que llegarían los británicos y donde habían enterrado 1.500 minas antipersonales, de las que solo explotaron dos, porque ―según explicó un veterano británico en el libro Twilight Warriors: Inside the World’s Special Forces (Londres: Bloomsbury Publishing, 1995)― «el resto estaban congeladas».Carrizo Salvadores había ordenado mantener apagado el radar RASIT, para no perderlo en el bombardeo enemigo. El radar había demostrado ser de gran eficacia, y neutralizado varias patrullas británicas. 
A las 21.30 horas los británicos iniciaron el ataque sobre Monte Longdon. Sobre la medianoche, el Mayor Carrizo ordenó al Teniente Hugo Aníbal Quiroga, jefe de la Sección de Reserva de la Compañía de Ingenieros Mecanizada 10, que lanzara un contraataque sobre el sector donde estaba siendo sobrepasada la 1.ª Sección de Tiradores (Subteniente Juan Domingo Baldini, muerto en combate) de la Compañía B del Regimiento, con el fin de recuperar las posiciones perdidas y/o facilitar el repliegue de los sobrevivientes. Los ingenieros se enfrentaron a los paracaidistas de la Compañía B del Mayor Mike Argue, logrando que éstos se replegaran. Pero la fuerza del Mayor Argue terminó reagrupándose. Los combates cuerpo a cuerpo se multiplicaron en el sector defendido por la 3.ª Sección de Tiradores (Sargento 1.º Raúl Antonio González, herido en combate) lográndose, finalmente por el bravo accionar del cabo Gustavo Osvaldo Pedemonte y sus hombres, detener el avance del mayor Argue y sus hombres. 
En esas circunstancias, el mayor Carrizo solicitó al jefe del Regimiento 7 de infantería (teniente coronel Omar Giménez) el envío de refuerzos para emprender un nuevo contraataque contra el 3 PARA. Con las primeras horas del 12 de junio llegó a Monte Longdon la 1.ª Sección de Tiradores (Teniente Raúl Fernando Castañeda) la Compañía C del Regimiento, quien había marchado hasta allí, hostigado por el fuego naval  británico. Se le ordenó entonces ejecutar un contraataque por las posiciones de la 3.ª Sección de Tiradores para expulsar a los británicos del terreno.
A las 02.30 horas del 12 de junio, Castañeda y sus hombres entraron en combate, enfrentando a los hombres del Mayor Argue. Su embestida logró el repliegue nuevamente de los paracaidistas británicos. Pero un masivo fuego de la Real Artillería Británica quebró el contraataque argentino y propició un nuevo ataque británico, ahora reforzado con la Compañía A del Mayor David Collett.
A las 0500 horas, el Mayor Carrizo y el jefe de la Compañía de Ametralladoras 12.7mm, decidieron realizar un repliegue.Para esa hora, el Capitán Carlos López Astore (segundo jefe en Monte Longdon) instruyó a los hombres que todavía le quedaban al Teniente Hugo Aníbal Quiroga que se preparasen para lanzar un nuevo contraataque pero esta acción fue cancelado por una razón u otra según Quiroga.El Teniente de Navío Sergio Andrés Dachary avisó a sus hombres y trató de juntarlos, pero no pudo hacerlo con el Soldado Conscripto (Infantería de Marina) Osvaldo Eduardo Colombo, quien, herido en una pierna, se quedó en su posición, solo, con una 12,7 cubriendo la retirada argentina.
De los 300 defensores de Monte Longdon, sólo 90 de ellos pudieron replegarse al gimnasio de la capital malvinense.Carrizo Salvadores aprovechó la neblina debajo de los montes para tratar de romper las líneas enemigas una vez más el 14 de junio con 50 de sus hombres durante la Batalla de Wireless Ridge.El contraataque fue detenido por el Mayor Philip Neame, jefe de la Compañía D del Batallón Paracaidista 2 británico en el último momento. En una entrevista con el historiador militar británico Martin Middlebrook el Mayor Neame recuerda: «Fue un esfuerzo bastante bueno como para admirar, pero sin alguna chance»Los paracaidistas de Neame, ya sin prácticamente municiones, fueron reducidos a preparar granadas y bayonetas, y los soldados del mayor argentino fueron finalmente dominados por la artillería británica.
Unos 4167 prisioneros argentinos ―a cargo del mayor Carrizo Salvadores― regresaron al continente a bordo del Canberra, un crucero de lujo británico.

## Polémica por supuesto maltrato a soldados
Carrizo Salvadores también fue señalado por su participación en Malvinas, mientras estuvo a cargo de una compañía  del  Regimiento 7 que participó en la batalla de Monte Longdon, vinculado a torturas físicas y psíquicas, estaqueos y todo tipo de maltratos hacia los soldados conscriptos. En 2016 fue invitado a disertar sobre Malvinas en la cátedra libre "Malvinas Argentinas" de la UTN La Plata, sin embargo no participó por el repudio a su presencia de organizaciones de la región, entre ellas el Centro de Excombatientes Islas Malvinas.    

## Publicación de su libro
En 1985 el teniente coronel Carlos Carrizo Salvadores recogió sus memorias y los apuntes de su batalla y publica el único relato detallado que escribió de la guerra: «El combate en Monte Longdon» (publicado en Martín Balza (ed.): Malvinas: Relatos de Soldados. Buenos Aires: Círculo Militar, 1985). Se repitieron las ediciones, se tradujo a varios idiomas y se convirtió en lectura obligatoria en varias academias militares del mundo. En abril de 1988, a requerimiento del Regimiento de Paracaidistas británico se tradujo su relato al inglés y se publicó en Pegasus: The Journal of The Parachute Regiment.

## Jefe del RIM 20
El 7 de diciembre de 1987 el ya coronel Carrizo Salvadores tomó el mando del Regimiento de Infantería 20 «Cazadores de los Andes», en San Salvador de Jujuy, reemplazando al coronel Fernando Marcelo Zarraga. El 10 de febrero de 1989, Carrizo Salvadores y el capellán César Lovaglio presidieron un acto religioso-militar en recordatorio de los muertos del regimiento durante el Operativo Independencia. Lovaglio en su homilía manifiesta que el operativo fue una «gesta heroica de nuestro glorioso Ejército Argentino, que culminó con la derrota total del enemigo de la patria: el marxismo».

## Polémica por la muerte dudosa de un joven
Entre el 31 de diciembre de 2001 y el 13 de octubre de 2003 durante la gobernación de Eduardo Fellner del Partido Justicialista  el teniente coronel retirado Carrizo ocupó el cargo de jefe de Policía de Jujuy. En octubre del 2003 fue detenido  Cristian Gabriel Ibáñez, militante de la CCC ( Corriente Clasista y Combativa) que es la agrupación piquetera del Partido Comunista Revolucionario (PCR) Según la versión oficial de la policía de Jujuy fue encontrado ahorcado el 4 de octubre del 2003 en la comisaría 39.ª de la ciudad jujeña de Libertador General San Martín. Ibáñez había sido detenido por «ebriedad y desórdenes» según la policía. Ibáñez era estudiante y fue detenido cuando volvía de bailar.  Los familiares de Ibáñez, sus amigos y sus compañeros de militancia no creyeron en el suicidio del joven. El 9 de octubre del 2003 se organizó una marcha en la cual participaron 4.000 personas que exigían el esclarecimiento del caso.   El presunto suicidio de Ibáñez desató la furia de cientos de habitantes que en la madrugada del 10 de octubre de 2003  se enfrentaron con la policía, destruyendo la comisaría e incendiaron dos camiones, un auto y una ambulancia.  La policía respondió con gases lacrimógenos. El combate callejero duró siete horas y hubo decenas de detenidos, muchos pertenecían a la CCC.  El propio Carrizo Salvadores estuvo presente en el evento y portaba una arma en su mano.   Cuando volvía de visitar a su novia, Luis Marcelo Cuellar, de 19 años, se detuvo a mirar lo que pasaba cerca de la comisaría 39.ª y recibió una bala en el abdomen. Murió antes de llegar a la Clínica Ledesma.  Se cree que la bala fue disparada por la policía. Cuellar  era hermano de otro militante de la CCC.  Su tía, Elida, dijo que Cuellar no participaba de la manifestación si bien otras fuentes afirman que participó de la protesta.  Basándose en lo sucedido con los dos jóvenes y la responsabilidad de la policía en ambas muertes,  Carrizo Salvadores renunció  al cargo de jefe de policía manifestando que lo hacía para colaborar con las investigaciones de los hechos sucedidos en Libertador General San Martín.

## Devolución del casco
En septiembre de 2022, gracias a la ayuda brindada por la Embajada Argentina en Londres, el veterano británico Mark Eyles-Thomas y autor del libro sobre la batalla A la Basura con Eso No Vale Como un Juego de Soldados (Sod That for a Game of Soldiers, Kenton Publishing, 2007), quien había combatido en Malvinas como un soldado paracaidista de solamente 17 años.  El excombatiente británico había peleado en el 3 PARA, la unidad que combatió en Monte Longdon.  Eyles Thomas viajó a Argentina con su esposa Patricia para devolver a la familia el casco de un soldado argentino ,Daniel Francisco Sirtori, fallecido en la posguerra y poder reunirse con su hija Virginia Sirtori y luego el excoronel Carlos Carrizo Salvadores y su esposa Norma y varios veteranos más. Carrizo Salvadores y su esposa pudieron sacar a cenar a la pareja británica en dos oportunidades en el Círculo Militar y luego en el buque museo fragata ARA Presidente Sarmiento donde ambos veteranos pudieron contar sus experiencias durante la batalla de Monte Longdon.